# Mariä Himmelfahrt (Unterlaichling)

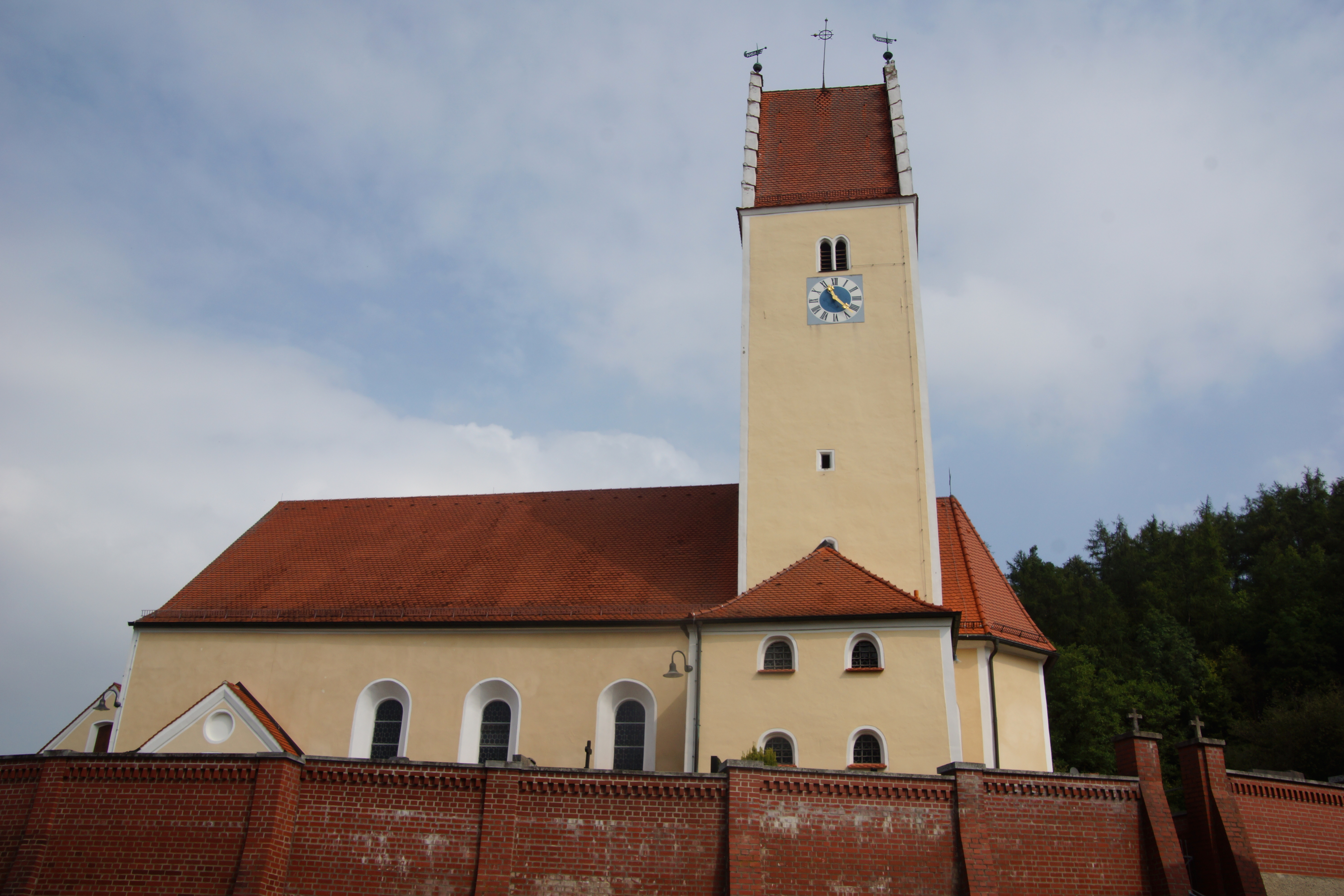
Mariä Himmelfahrt (Unterlaichling)

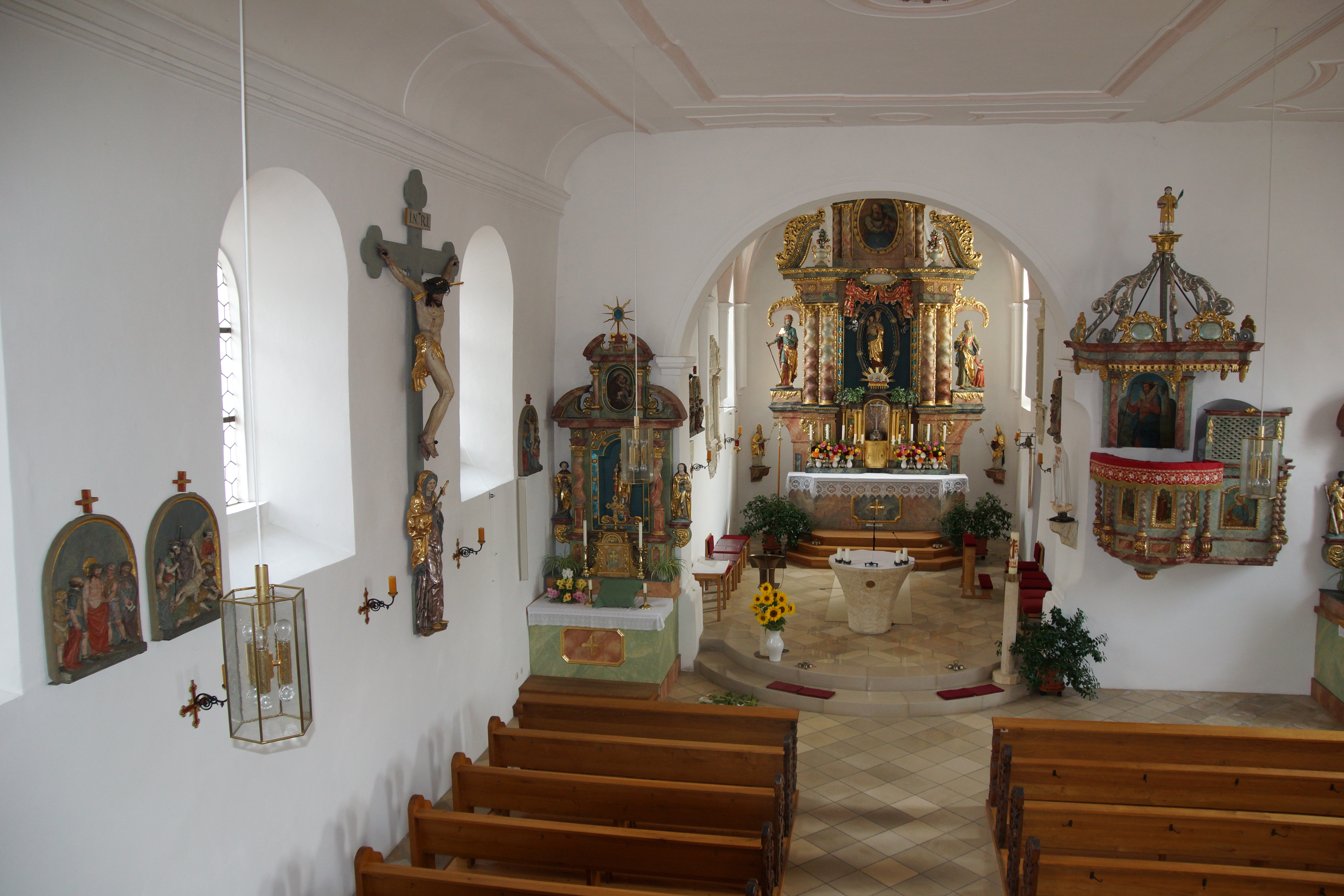
Innenansicht

Die römisch-katholische, denkmalgeschützte Pfarrkirche Mariä Himmelfahrt steht in Unterlaichling, einem Gemeindeteil des Marktes Schierling im Landkreis Regensburg in der Oberpfalz. Sie gehört zum Bistum Regensburg. Das Bauwerk ist unter der Denkmalnummer D-3-75-196-50 als Baudenkmal in die Bayerische Denkmalliste eingetragen.

## Beschreibung
Die Saalkirche ist im Kern spätgotisch. Sie besteht aus einem Langhaus, das mit einem Satteldach bedeckt ist. Es wurde 1680 erweitert und 1904 nach Westen verlängert. An der Südwand des eingezogenen, dreiseitig geschlossenen Chors im Osten steht ein Chorflankenturm, der mit einem Satteldach zwischen Staffelgiebeln bedeckt ist. Sein oberstes Geschoss beherbergt die Turmuhr und hinter den als Biforien gestalteten Klangarkaden den Glockenstuhl. Die Längsachse des Chors ist von der Mittelachse des Langhauses nach Norden verschoben. 
Der Innenraum des Langhauses ist mit einer Flachdecke mit Hohlkehle überspannt, der des Chors mit einem Stichkappengewölbe, das auf hängenden Konsolen der Wände ruht. Zur Kirchenausstattung gehört ein Hochaltar von 1687, der im 18. Jahrhundert an den Seiten mit den Statuen des heiligen Joachim und der heiligen Anna ergänzt wurde.